# الثقافة الفرعية للشباب

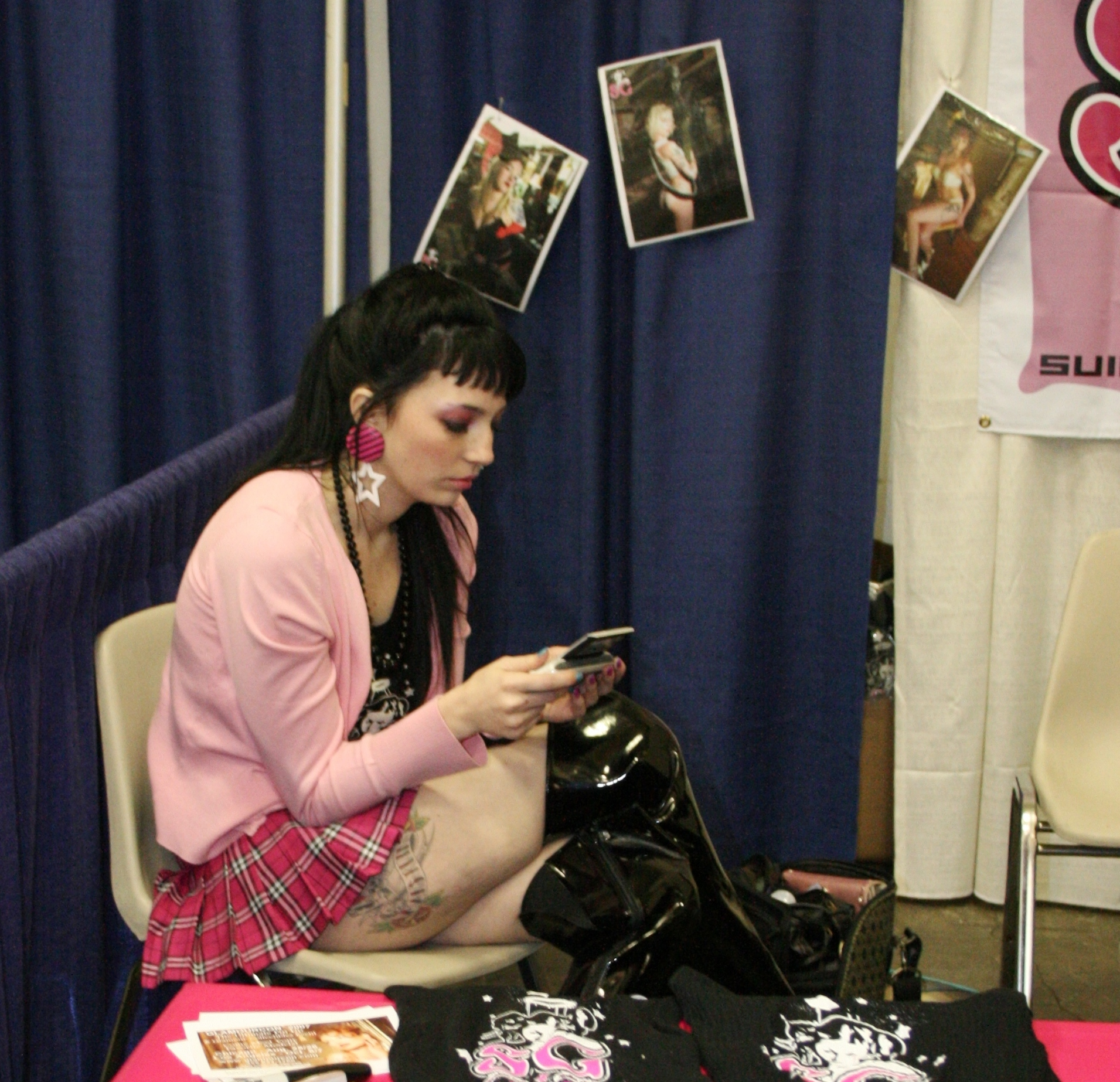
مثال لمشاركة في ثقافة الايمو

الثقافة الفرعية للشباب هي ثقافة فرعية قائمة على الشباب بأنماط وسلوكيات واهتمامات متميزة. ثقافات الشباب الفرعية تقدم للمشاركين هوية خارج إطار المؤسسات الاجتماعية مثل الأسرة والعمل والمنزل والمدرسة. أحيانًا، تظهر الثقافات الفرعية للشباب عداءا ممنهجا للثقافة السائدة لذلك توصف بأنها ثقافات مضادة.
ترتبط أنواع موسيقى الشباب بالعديد من الثقافات الفرعية للشباب، مثل الهيب هوب ، والبانك ، والإيمو ، والرافرز، وجوجالوس، وميتالهيدس، والقوط. غالبًا، تعتمد دراسة الثقافات الفرعية على دراسة الرمزية التي تتعلق بالملابس والموسيقى والعواطف المرئية الأخرى من قبل أعضاء الثقافة الفرعية، بالإضافة إلى الطرق التي يتم بها ترجمة هذه الرموز من قبل أعضاء الثقافة السائدة.

قد تكون الطبقة الاجتماعية ,الجنس ,الذكاء ,الامتثال , الأخلاق, والعرق امور مهمة بما يتعلق بثقافات الشباب الفرعية. و يمكن تعريف ثقافات الشباب الفرعية أنها أنظمة ذات معاني أو أنماط تعبير أو أنماط حياة تم تطويرها بواسطة مجموعات في مواقع هيكلية تدعم الاستجابة للأنظمة السائدة - والتي تعكس محاولتهم حل التناقضات الهيكلية النابعة عن السياق المجتمعي العام.

يمكن أن يشير مصطلح «المشهد» إلى ثقافة فرعية أو فئة منشقة. تتميز المشاهد عن الثقافة الواسعة بأحد الأسلوبين؛ التعرف على أنواع موسيقية معينة (غامضة أو تجريبية أحيانًا), أو وجهات نظر سياسية ؛ وعقلية قوية داخل الجماعة أو قبلية. يمكن استخدام المصطلح لوصف المجموعات الفرعية الجغرافية لثقافة فرعية، مثل مشهد درم آند بيس في ديترويت أو مشهد لندن القوطي.

## نظريات حول ثقافة الشباب الفرعية
تم إنتاج الدراسات المبكرة في ثقافة الشباب بشكل أساسي من قبل علماء الاجتماع الوظيفي، والتركيز على الشباب كشكل واحد من أشكال الثقافة. في شرح تطور الثقافة استخدموا مفهوم لامعيارية. تتجاهل التعميمات المتضمنة في هذه النظرية وجود ثقافات فرعية.
تفسر النظريات الماركسية بعض التنوع، لأنها تركز على الطبقات والفئات الطبقية بدلاً من الشباب ككل. وصف ستيوارت هول وتوني جيفرسون ثقافات الشباب الفرعية بأنها محاولات رمزية أو شعائرية لمقاومة قوة الهيمنة البرجوازية من خلال تبني سلوك يبدو أنه يهدد المؤسسة. بالمقابل، يجادل الماركسيون في مدرسة فرانكفورت للدراسات الاجتماعية بأن ثقافة الشباب هي ثقافة استهلاكية بطبيعتها وجزء لا يتجزأ من إستراتيجية فرِّق تسد للرأسمالية. وبأنه يخلق فجوات بين الأجيال ويضع مجموعات من الشباب ضد بعضهم البعض (على سبيل المثال، المودون والروك) ، خاصة وأن ثقافة الشباب هي الثقافة السائدة في الغرب.
يرى المُنظِّر التفاعلي ستان كوهين، أن ثقافات الشباب الفرعية ليست مجموعات اجتماعية متماسكة تنشأ تلقائيًا كرد فعل للقوى الاجتماعية، ولكن يؤدي تصنيف وسائل الإعلام إلى خلق ثقافات فرعية للشباب من خلال فرض إطار أيديولوجي يمكن للناس من خلاله تحديد سلوكهم. تستخدم نظريات ما بعد البنيوية للثقافة الفرعية العديد من الأفكار من هذه النظريات الأخرى، بما في ذلك الهيمنة ودور وسائل الإعلام. في كتابه; الثقافة الفرعية: معنى الأسلوب، يصف ديك هيبيج الثقافات الفرعية بأنها رد فعل الجماعات التابعة التي تتحدى هيمنة الثقافة السائدة. تفسر هذه النظرية عوامل مثل الجنس والعرق والعمر. يمكن النظر إلى الشباب على أنهم مجموعة تابعة فيما يتعلق بمجتمع الراشدين المهيمن.
يدعي المنظر التاريخي ستيفن مينتز أنه حتى عام 1955 تقريبًا، لم تكن الثقافة الفرعية للشباب موجودة. كان الأطفال يتطلعون (أو تم جذبهم إلى) سن الرشد بالسرعة التي يسمح بها نموهم البدني. يجادل مارسيل دانيسي أنه منذ ذلك الحين جعلت وسائل الإعلام والمعلنين وغيرهم من الشباب الثقافة السائدة في المجتمعات الغربية، لدرجة أن الكثير من الناس يحتفظون بما يعتبره الآخرون مواقف غير ناضجة حتى مرحلة البلوغ. وقد دعم هذا أيضًا بي لويس، الذي يدعي أن ثقافة الشباب لم تنشأ حتى الخمسينيات، مع تطور موسيقى الروك أند رول. ومع ذلك، فقد ادعى مؤرخون آخرون أن ثقافة الشباب قد تطورت في وقت سابق، لا سيما في فترة ما بين الحربين. كانت هناك أمثلة لثقافات فرعية جديدة للشباب ظهرت خلال تلك الفترة مثل; الخفاقة.
قد يُنظر إلى الثقافات الفرعية أيضًا على أنها امتداد للحشود، والثقافات الفرعية التي تظهر داخل مدرسة معينة. تم العثور على حشود معينة (لاعبو الاسطوانات، المهوسون، متعاطي المخدرات، الإيمو) في العديد من المدارس الثانوية، وحتى معظمها، في جميع أنحاء الولايات المتحدة، على الرغم من أن المصطلحات الخاصة التي يستخدمها المراهقون فيها قد تختلف (المهووسون بدلاً من المهوسون، وما إلى ذلك). يمكن العثور على معظم هؤلاء في دول غربية أخرى أيضًا، باستثناء الرياضيين. (الولايات المتحدة غير معتادة على وجود رياضيين مرتبطين بشكل خاص بالمدارس، على الرغم من وجود مجموعات انتساب رياضية مماثلة في المدارس العامة البريطانية).  